# Izba Tradycji Bydgoskich Dróg Żelaznych

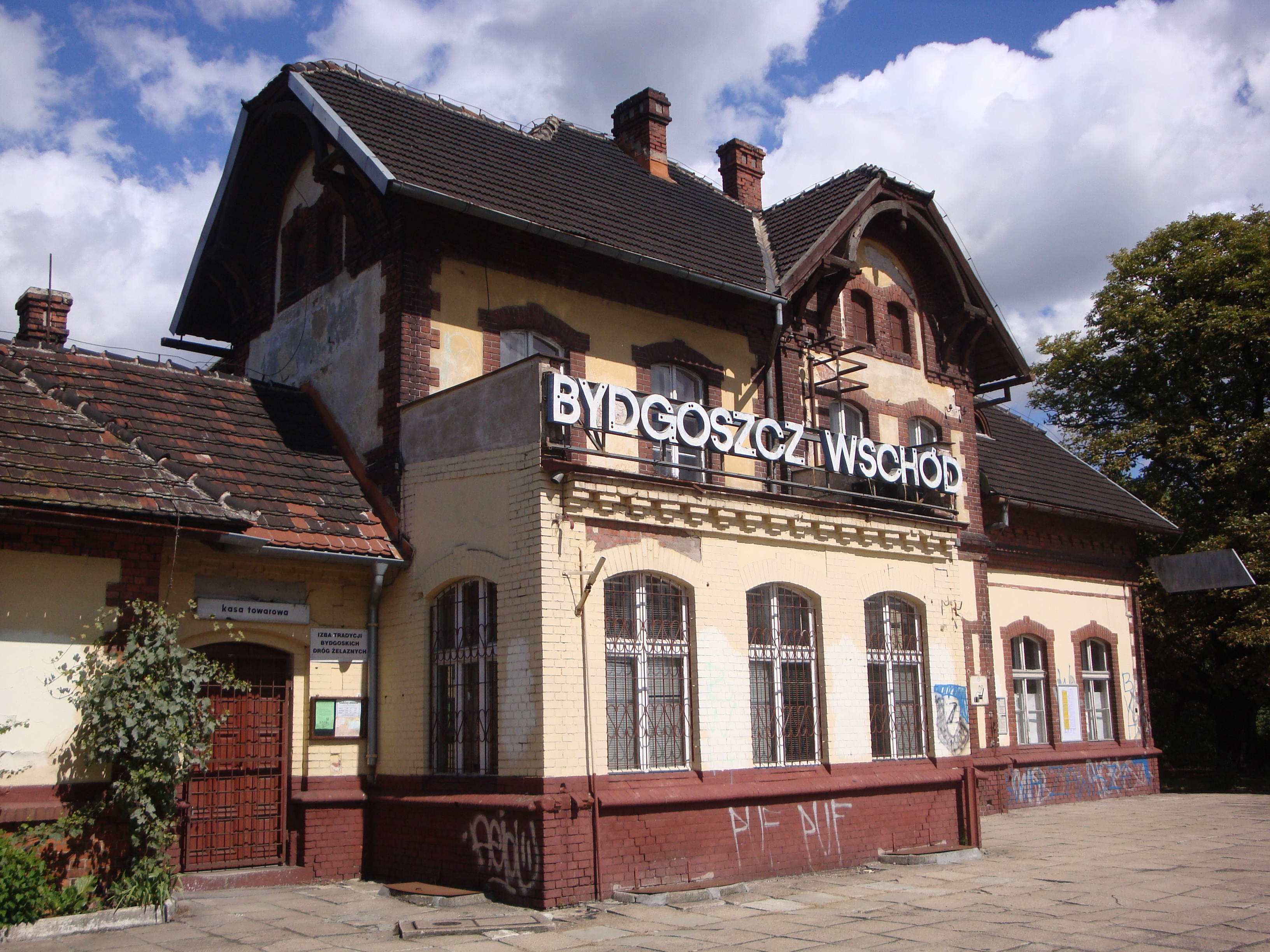
Ostbahnhof Bydgoszcz Wschód (2013)

Die Izba Tradycji Bydgoskich Dróg Zelaznych (deutsch Traditionskammer der Bromberger Eisenbahnen) ist ein Eisenbahn-Museum, welches vom Verein der Bromberger Eisenbahnfreunde betrieben wird. Es befand sich bis September 2012 auf dem Bahnsteig 3 des Bahnhofs Bydgoszcz Główna in Bydgoszcz, heute befindet es sich beim Bahnhof Bydgoszcz Wschód.

## Geschichte
Die Traditionskammer der Bromberger Eisenbahnen entstand aus dem Museum des Bromberger Eisenbahnknotens, welches 1979 im Rahmen des 130. Jubiläums der Eröffnung der Kaiserlichen Ostbahndirektion im rekonstruierten Bromberger Bahnhofsgebäude eröffnet wurde. Die Eisenbahner begannen dort, ihre Sammlungen, Erinnerungsstücke und Modelle Besuchergruppen zu präsentieren.
Die Sammlung wurde laufend erweitert.

## Ausstellung
Das Museum beinhaltet Erinnerungsstücke an den Bromberger Eisenbahnknoten, aber auch bahntechnische Ausstellungsstücke wie z. B. alte Bahnfahrkarten, alte Entwertungszangen, alte Eisenbahnerkleidung aus dem In- und Ausland, Bahntelefone, Nachbauten von Signalelementen, Gleiszubehör, Zugzielanzeiger und Modellbahnen. Darüber hinaus findet man auch Eisenbahnliteratur. 
Die Sammlung beinhaltet eines der größten Schulungsmodelle in Polen sowie einen ehemaligen Eisenbahnwohnwagen, welcher über ein Fahrgestell, das 1933 in Ostrowiec Świętokrzyski gebaut wurde, verfügt. Außerdem ist vor dem Lokschuppen die Dampflokomotive TKp-1 der Firma Union Gießerei Königsberg aus dem Jahr 1915 als Denkmal ausgestellt.
Koordinaten: 53° 7′ 40,9″ N, 18° 5′ 17,3″ O